# نيكون دي 7200
نيكون دي 7200 (بالإنجليزية: Nikon D7200) كاميرا رقمية احترافية ذات عدسة أحادية عاكسة من إنتاج شركة نيكون، ذات 24.2 ميجا بيكسل وقد طرحت في السوق في 2 مارس 2015، وبدأ شحنها أول مرة في 19 مارس. وتُعد خليفة كاميرا نيكون دي 7100، التي ظهرت في نهاية عام 2013، بعد مرورها بالعديد من التطويرات والتحسينات الأكثر احترافية، الإضافة إلى وزنها الخفيف.

## المواصفات[4][5]
- مستشعر DX CMOS بدقة 24 ميجابسكل.
- المعالج Expeed 4.
- شاشة بتقنية LCD بمقاس 3.2 بوصة قابلة للإمالة.
- نظام التركيز MultiCAM 3500DX2 بـ51 نقطة.
- خاصية الاتصال اللاسلكي.
- تصوير متتابع بسرعة 6 إطارات في الثانية.
- تسجيل فيديو 1080/60p، 720/120p مع تمكين تغير فتحة العدسة ف بيالعرض المباشر.
- الإيزو من 100 إلى 25600.

## معرض صور

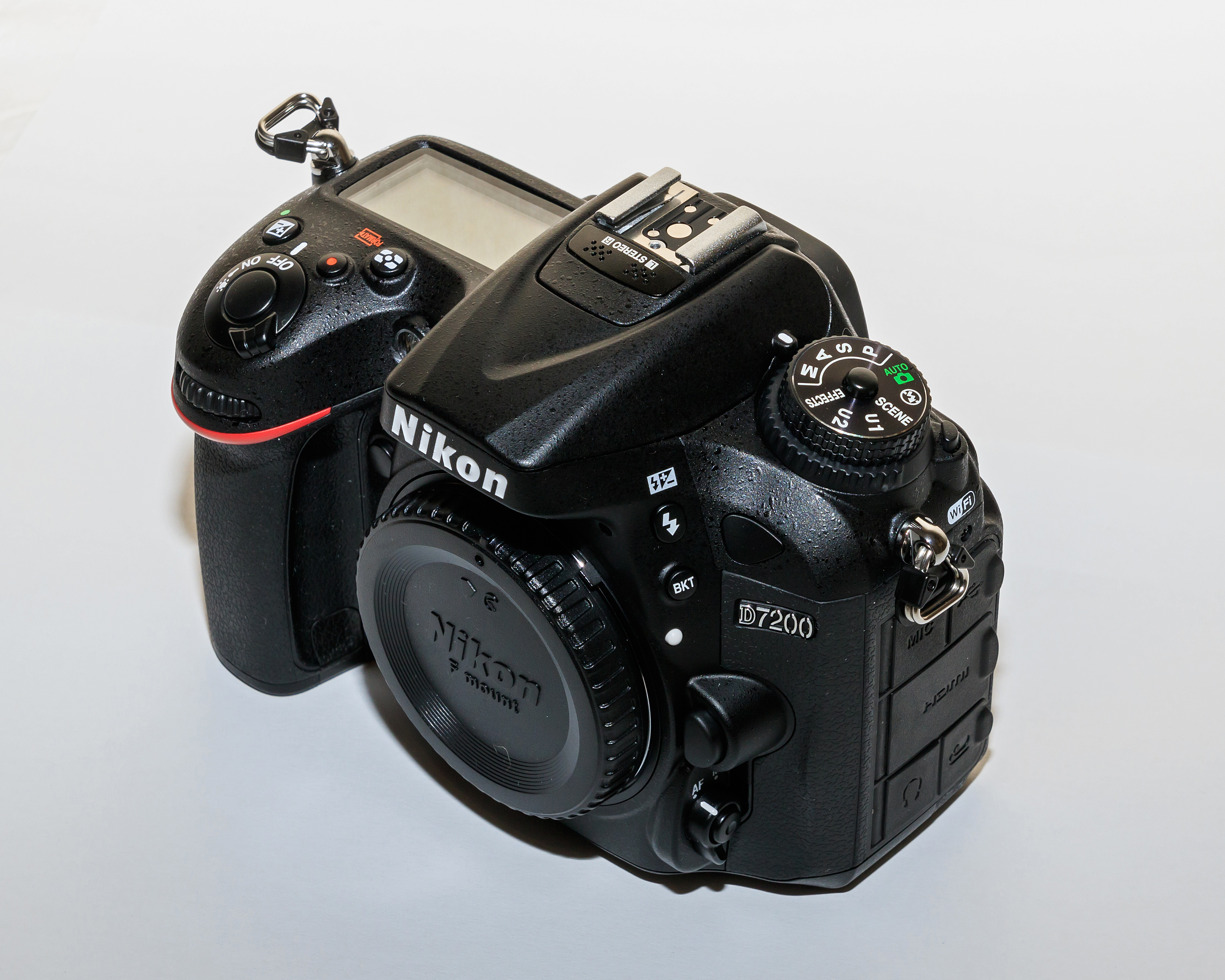
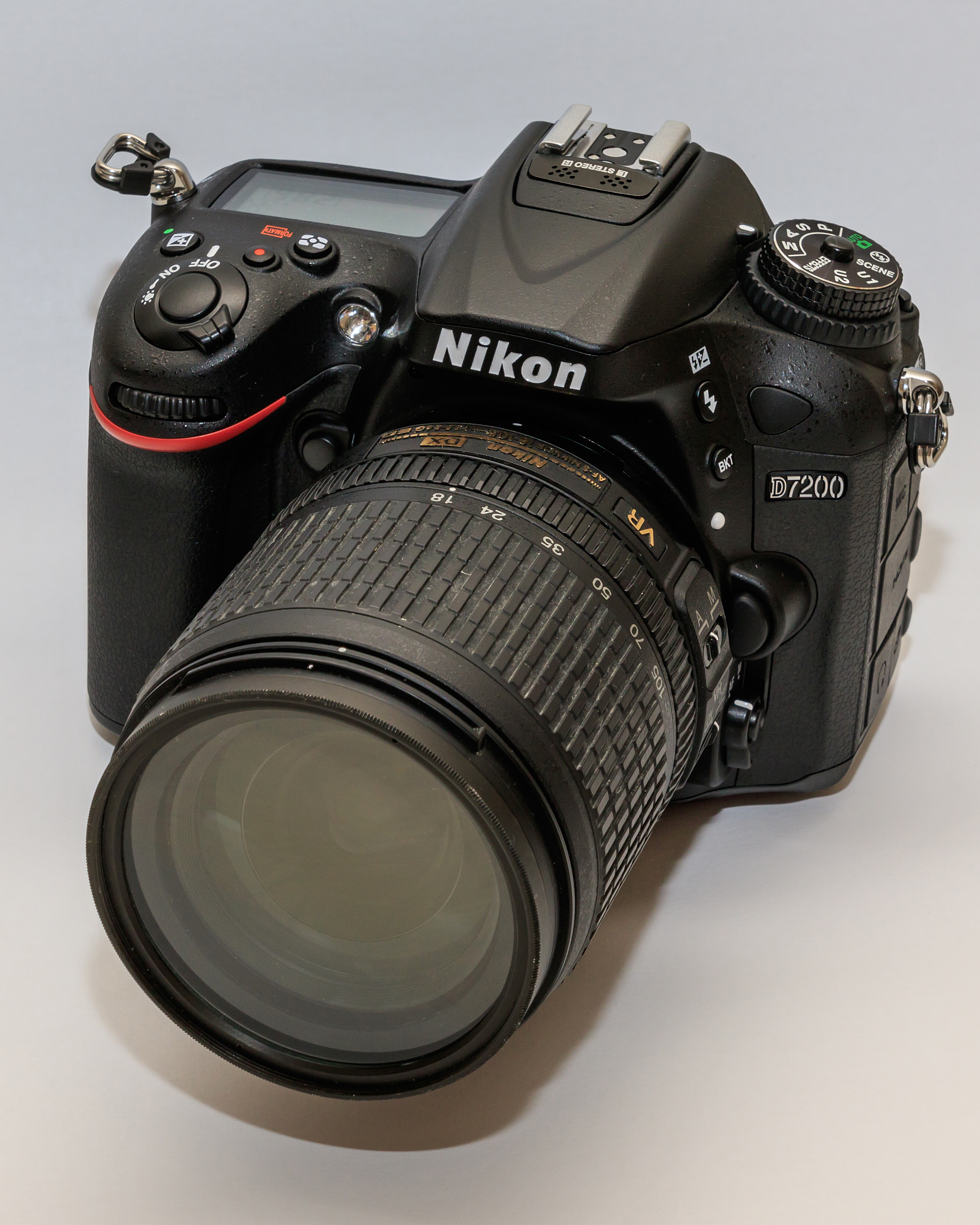
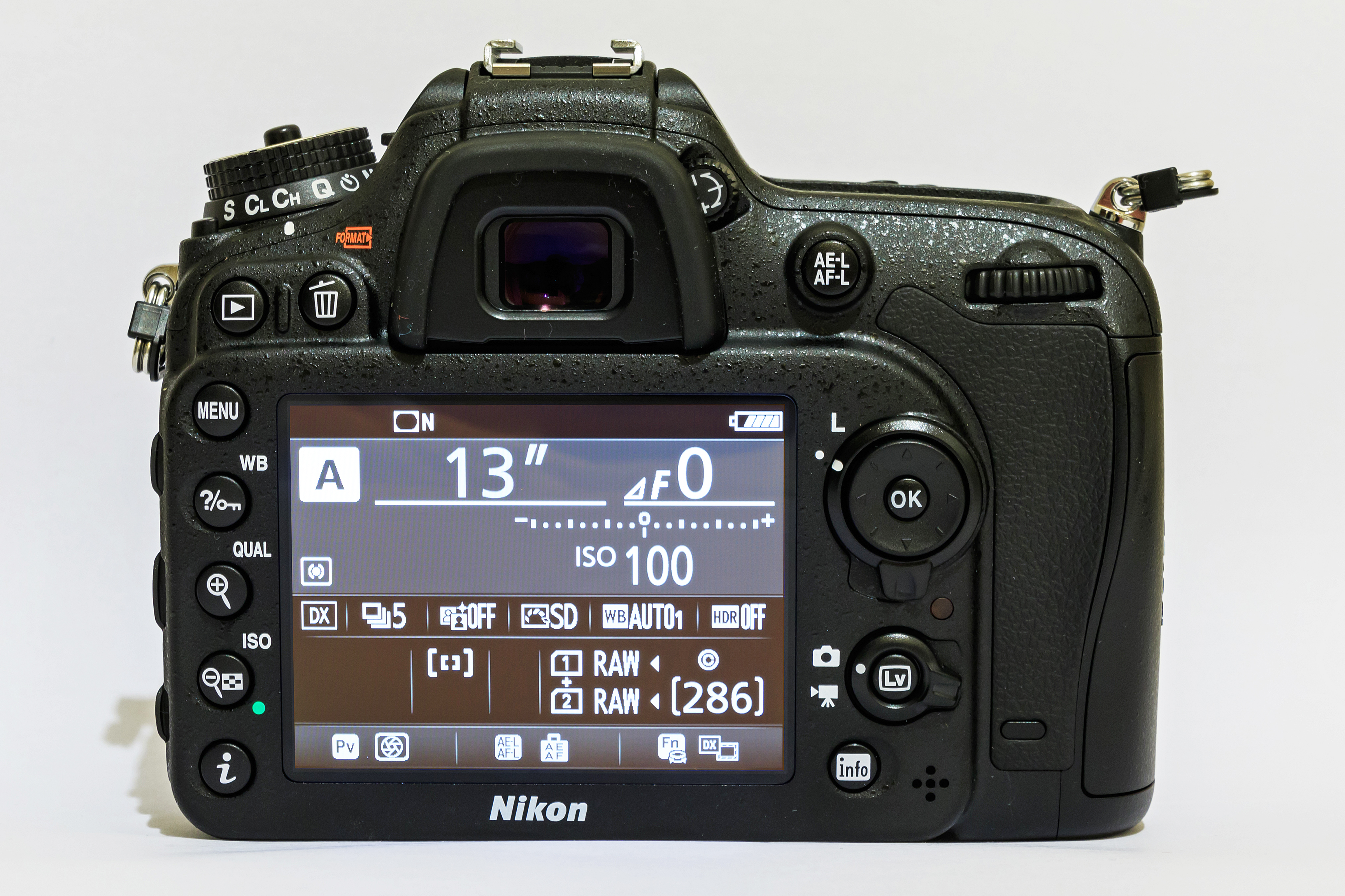